# 성 베드로와 성 바오로 대성당 (글리비체)

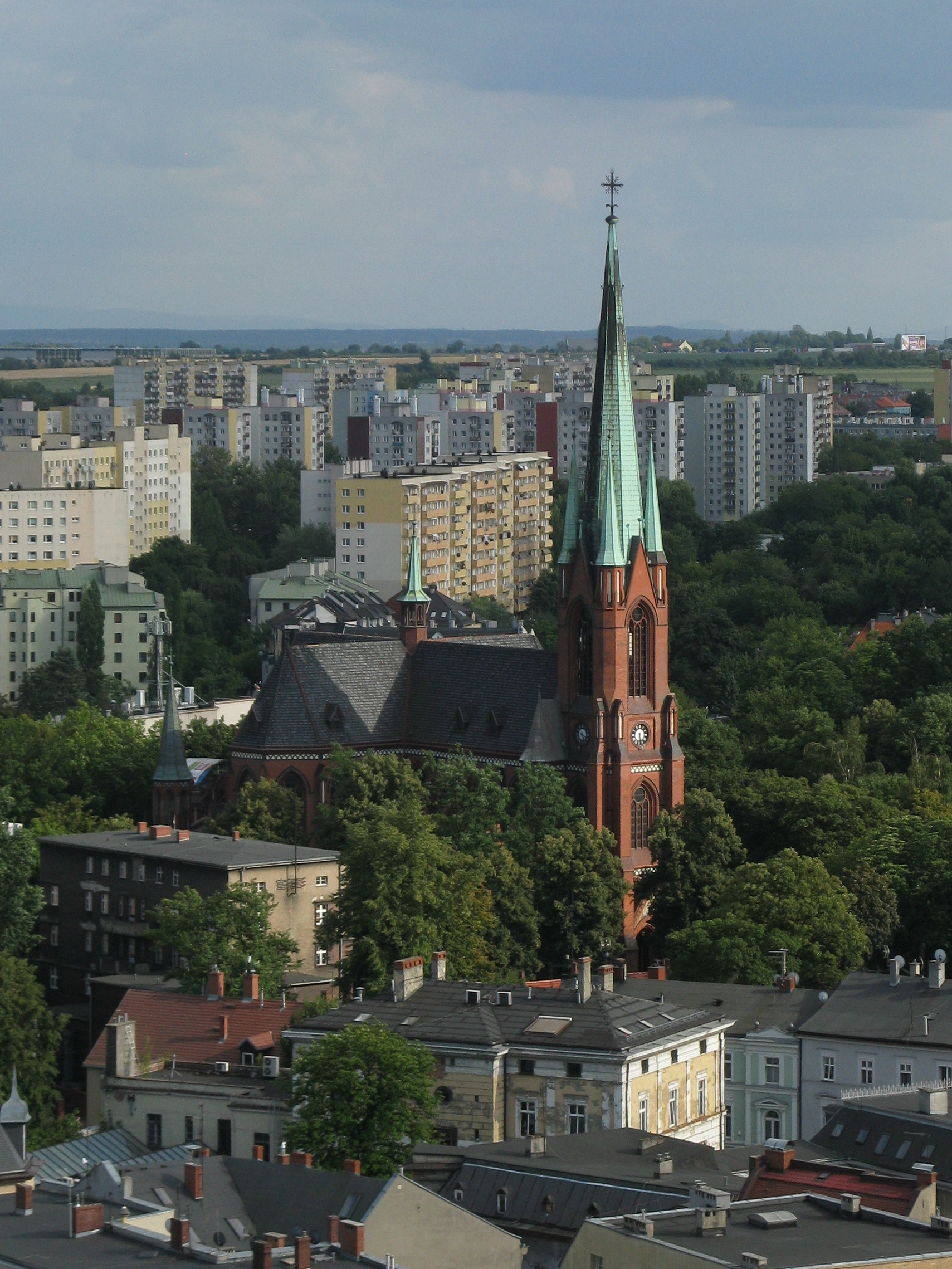
성 베드로와 성 바오로 대성당

성 베드로와 성 바오로 대성당(폴란드어: Katedra Świętych Apostołów Piotra i Pawła)은 폴란드 실롱스크주 글리비체에 있는 대성당이다.
이 성당은 1896년에서 1900년 사이에 지어졌으며, 처음에는 모든 성인 교구 교회 소속이었다. 1908년에 성 베드로와 바오로 교구가 세워졌다.
제1차 세계 대전 중인 1917년에 종들이 압수되었다. 1934년에서 1936년 사이에 개조 및 수리되었다. 1945년 1월에는 제2차 세계 대전 중 독일군 진지에 대한 소련의 폭격으로 피해를 입었고, 그 후 얼마 지나지 않아(1945-1946) 피해가 복구되었다. 글리비체시는 2009년에 마지막으로 구조물을 새롭게 수리했다.
1992년에 교황 요한 바오로 2세가 글리비체 교구를 설립하였고, 성 베드로와 바오로 본당이 대성당으로 승격되었다.